# Dordogne (Hainaut)
Pour les articles homonymes, voir Dordogne.
La Dordogne (Hainaut) est un petit ruisseau de Belgique coulant en province de Hainaut, affluent de la Haine et sous-affluent de l'Escaut.

## Géographie
Il prend sa source à proximité du château de Beaulieu à la lisière du Bois du Rapois, traverse les champs situés au sud du village d'Havré (section de la commune de Mons) et est canalisé sous la chaussée du Rœulx pour réapparaître ensuite dans les prés longeant le château d'Havré et se jeter dans la Haine, à l'arrière de celui-ci.
Ce ruisseau fait partie du bassin versant de l'Escaut.

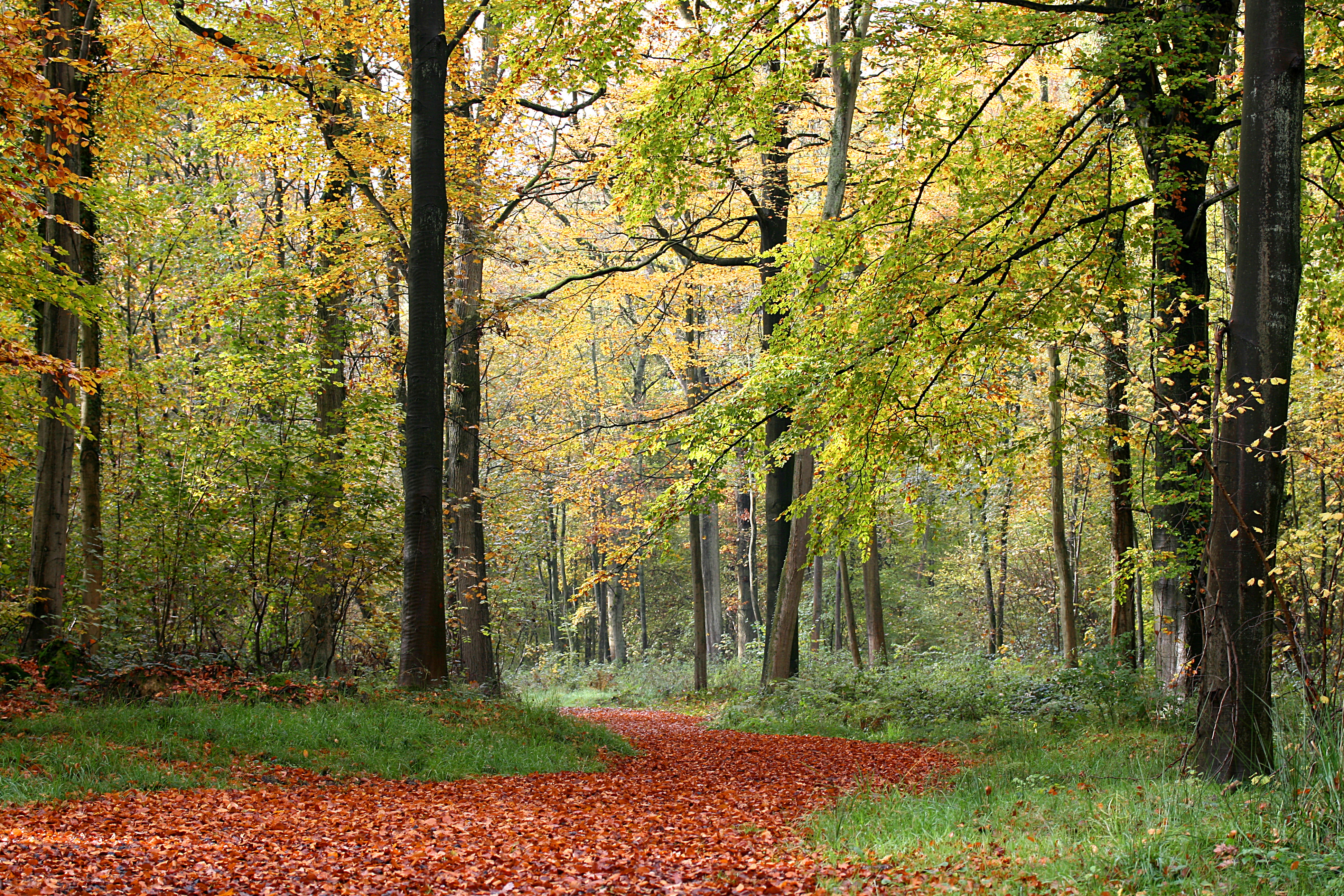
Le Bois du Rapois